# Judy Collins

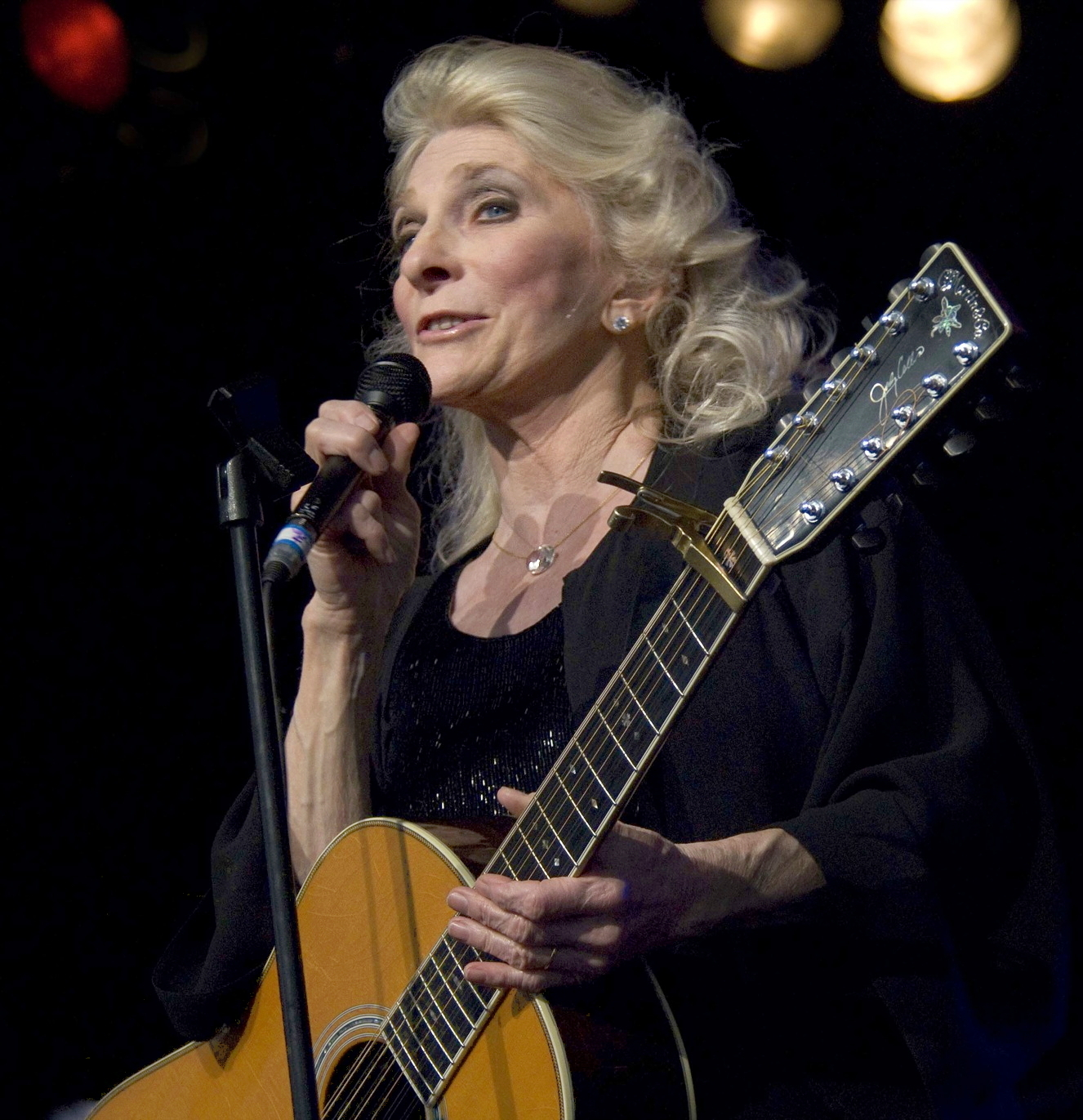
Judy Collins 2008.

Judith Marjorie "Judy" Collins, född 1 maj 1939 i Seattle, Washington, är en amerikansk singer/songwriter. Hon är känd för sin sopranstämma, sin varierande musikaliska produktion och sin politiska aktivism. Förutom egenkomponerad musik har hon bland annat gjort många tolkningar av Bob Dylans musik och hade hits med Joni Mitchells sång "Both Sides, Now", Leonard Cohens "Suzanne" och musikallåten "Send in the Clowns" av Stephen Sondheim.
Hon har aktiverat sig mot landminor och för självmordsprevention. Hon har skrivit en bok, Sanity & Grace, om sina erfarenheter efter sonens självmord.

## Diskografi
Album
- 1961 – A Maid of Constant Sorrow
- 1962 – Golden Apples of the Sun
- 1963 – Judy Collins #3
- 1964 – The Judy Collins Concert
- 1965 – Fifth Album
- 1966 – In My Life
- 1967 – Wildflowers
- 1968 – Who Knows Where the Time Goes
- 1970 – Whales & Nightingales
- 1971 – Living
- 1973 – True Stories and Other Dreams
- 1975 – Judith
- 1976 – Bread & Roses
- 1979 – Hard Times for Lovers
- 1980 – Running for My Life
- 1982 – The Times of Our Lives
- 1984 – Home Again
- 1987 – Trust Your Heart
- 1989 – Sanity and Grace
- 1990 – Fires of Eden
- 1990 – Baby's Bedtime
- 1990 – Baby's Morningtime
- 1993 – Judy Sings Dylan... Just Like a Woman
- 1994 – Come Rejoice!: A Judy Collins Christmas
- 1994 – Shameless
- 1995 – Voices
- 1997 – Christmas at the Biltmore Estate
- 2000 – All on a Wintry Night
- 2004 – Judy Collins Sings Leonard Cohen: Democracy
- 2005 – Portrait of an American Girl
- 2007 – Judy Collins Sings Lennon & McCartney
- 2010 – Paradise
- 2011 – Bohemian
- 2015 – Strangers Again
- 2016 – Silver Skies Blue
- 2017 – A Love Letter to Sondheim
- 2017 – Everybody Knows (med Stephen Stills)
- 2019 – Winter Stories (med Jonas Fjeld) (Billboard #1)[4]
- 2021 – White Bird – Anthology of Favorites